# International Superheroes of Hardcore
International Superheroes of Hardcore é uma banda de hardcore/punk. Essa banda é um projeto paralelo do New Found Glory e conta com os 5 membros. A única diferença é que Chad Gilbert e Jordan Pundik trocam de posição. Chad assume o vocal, enquanto Jordan vai para a guitarra. Os outros tocam os mesmos instrumentos que tocam no NFG. Todos os 5 membros têm pseudônimos originados da cultura punk e hardcore (o pseudônimo do Ian Grushka é “Sgt. Soy”, que faz referência tanto à prevalência do vegetarianismo/veganismo no hardcore e punk, quanto ao fato dele ser vegetariano também).
A banda lançou um álbum em 2008, chamado “Taking It Ova!”, que foi incluído no EP “Tip Of The Iceberg" do New Found Glory, e também foi vendido separadamente no formato de vinil 12”. 
As músicas da banda são tipicamente bem-humoradas e as letras cômicas fazem referência a vários temas como Harry Potter e super heróis, por exemplo.

## Membros
- “Captain Straightedge” (Chad Gilbert) - Vocais
- “Sgt. Soy” (Ian Grushka) - Baixo/vocais
- “Mr. Mosh” (Steve Klein) - Guitarra
- “Chugga Chugga” (Jordan Pundik) - Guitarra
- “The Amazing Breakdown” (Cyrus Bolooki) - Bateria

## Discografia
- Takin' It Ova! (Lançado junto com o Tip Of The Iceberg do NFG) (2008)
- HPxHC (EP) (2008)